# Уамбо (провинция)
Уа́мбо (порт. Huambo) — провинция в Анголе. Административный центр провинции — город Уамбо.

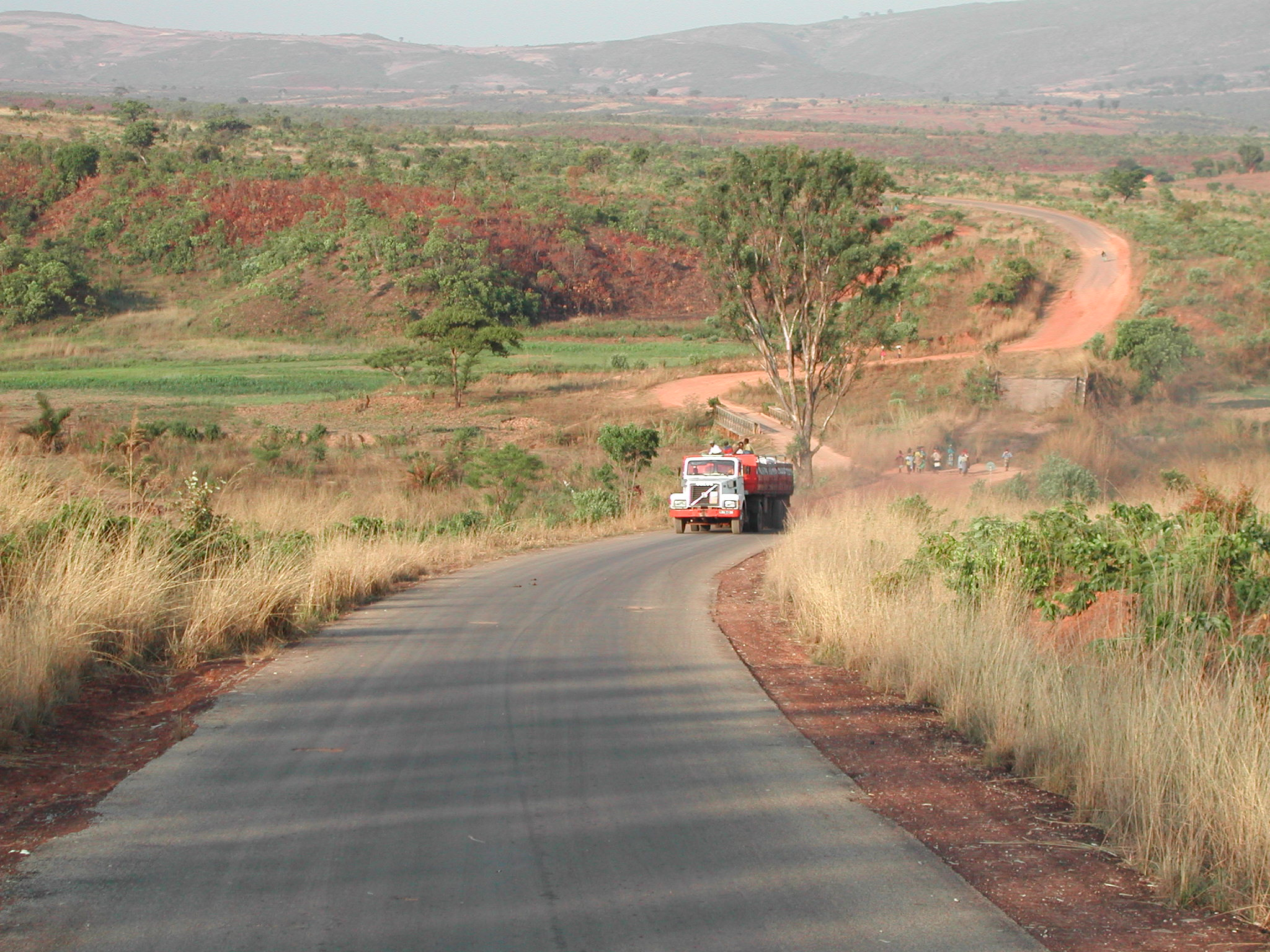
Временный мост на дороге между Укума и Уамбо

## География
Провинция Уамбо находится в центральной части Анголы, в 450 километрах к юго-востоку от столицы страны Луанды. Площадь провинции составляет 34 274 км². На востоке граничит с провинцией Бие, на юге — с провинцией Уила, на западе — с провинцией Бенгела, на северо-западе — с провинцией Южная Кванза.
В геолого-природном отношении территория Уамбо представляет собой возвышенность с отдельными горными массивами, одной из которых является гора Моко, высочайшая точка Анголы (2619 метров). Для территорий низин, не относящимся к высокогорьям, характерны степи, поросшие густой травой. Несмотря на то, что Уамбо географически находится в тропической зоне, среднегодовая температура воздуха в ней составляет около 22 °C (в зимний период может опускаться до +5 °C — +8 °C). Количество ежегодно выпадающих осадков колеблется между 800 и 1600 мм. Экстенсивные вырубки, а также длившаяся десятилетия разрушительная гражданская война в Анголе (1975—2002), привели к запустению лесных богатств региона Уамбо.

## Население
Численность населения равна 1 896 147 человек (2014 год). 55 % жителей проживают в городах. Более 22 % населения — дети до 5 лет.

## Административное деление
- Уамбо (Huambo)
- Баилундо (Bailundo)
- Экунья (Ekunha)
- Каала (Caála)
- Качиунго (Catchiungo)
- Лондвимбали (Londuimbale)
- Лонгонжо (Longonjo)
- Мунго (Mungo)
- Чикала-Чолоанга (Tchicala-Tcholoanga)
- Чинженже (Tchindjenje)
- Укума (Ucuma)

## Экономика
Для местного населения характерно экстенсивное ведение сельского хозяйства, сопровождавшееся варварским выжиганием лесов.

## Политическая обстановка
В период гражданской войны Уамбо являлась одним из оплотов повстанческого движения УНИТА. Влияние УНИТА как оппозиционной партии распространено в провинции и в послевоенный период.
Губернатором Уамбо с 2014 является бывший министр внутренних дел, госбезопасности и обороны, член политбюро ЦК МПЛА Кунди Пайхама.